# Virola
Virola, coneguda com a epenà, és un gènere botànic d'arbres mitjans, natius de les selves d'Amèrica del Sud, estretament vinculats amb altres Myristicaceae, com ara la Myristica. Comprèn 77 espècies descrites i d'aquestes, només 41 acceptades.

## Descripció
Té fulles llustroses, fosques amb diminutes flors grogues, i emet una olor pungent.
La resina vermellosa fosca de la seva escorça conté diversos alcaloides al·lucinògens, molt notable és el 5-MeO-DMT (a la Virola calophylla), bufotenina (5-OH-DMT), i dimetiltriptamina (DMT); també hi ha beta-carbolina alcaloides harmala, IMAO que potencia els efectes deL DMT. Segons Richard Evans Schultes, l'ús de la virola en rituals màgicoreligiosos es restringeix a nacions de l'occident de la conca del riu Amazones i parts de la conca de l'Orinoco color puya.

## Medicina tradicional
Els brots de  Virola oleifera  produeixen lignano-7-ols i verrucosina amb acció antifúngica a la Cladosporium sphaerospermum en dosis tan baixes com 25 micrograms. El lignano-7-ols oleiferina-B i oleiferina-G treballen en C. cladosporoides a dosis tan baixes com 10 micrograms.

## Taxonomia
El gènere va ser escrit per Jean Baptiste Christophore Fusée Aublet i publicat a Flora Orientalis 141. 1755. El tipus nomenclatural es: Myristica fragrans Houtt.
Unes 67 espècies, incloses:
- Virola aequatorialis
- Virola albidiflora
- Virola araujovii
- Virola atopa
- Virola bicubyba
- Virola boliviensis
- Virola brachycarpa
- Virola caducifolia
- Virola calophylla
- Virola carinata
- Virola coelhoi
- Virola colophylloidea
- Virola carinata
- Virola crebrinervia
- Virola cuspidata
- Virola decorticans
- Virola divergens
- Virola dixonii
- Virola duckei
- Virola elliptica
- Virola elongata (Sinònim V. theodora)
- Virola flexuosa
- Virola gardneri
- Virola glaziovii
- Virola glycycarpa
- Virola guatemalensis
- Virola guggnheimii
- Virola incolor
- Virola koschnyi
- Virola kukachkana
- Virola kwatae
- Virola laevigata
- Virola lepidota
- Virola lieneana
- Virola lorentensia (o V. loretensis)
- Virola macrantha
- Virola malmei
- Virola marlenei
- Virola megacarpa
- Virola melinonii
- Virola merendonis
- Virola michelii
- Virola micrantha
- Virola minutiflora
- Virola mocoa
- Virola mollissima
- Virola multicostata
- Virola multiflora
- Virola multinervia
- Virola mycetis
- Virola nobilis
- Virola obovata
- Virola officinalis
- Virola oleifera
- Virola panamensis
- Virola papillosa
- Virola parvifolia
- Virola pavonis
- Virola peruviana
- Virola polyneura
- Virola reidii
- Virola rufula
- Virola rugulosa
- Virola schultesii
- Virola schwackei
- Virola sebifera
- Virola sessilis
- Virola steyermarkii
- Virola subsessilis
- Virola surinamensis
- Virola urbaniana
- Virola venezuelensis
- Virola venosa
- Virola villosa
- Virola warburgli
- Virola weberbaueri

## GalerIa

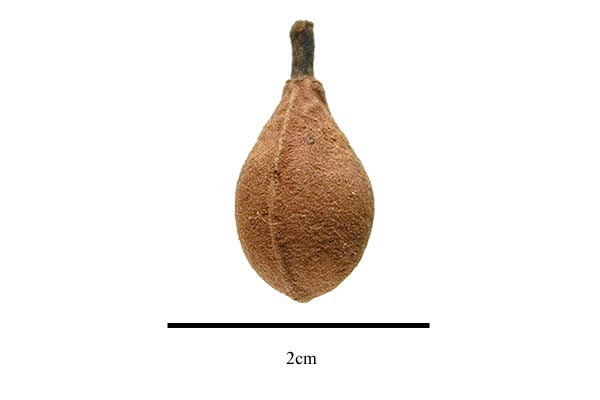
Virola elongata fruit
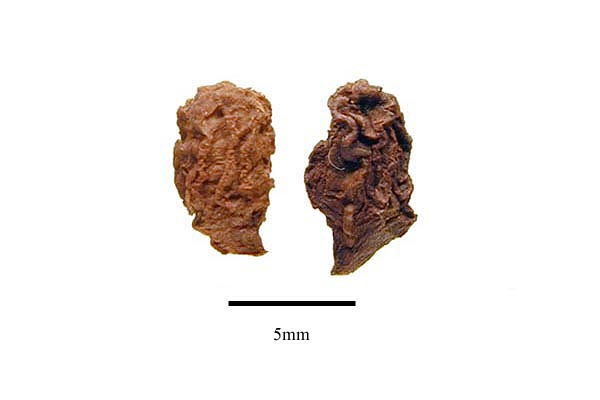
Virola elongata seeds
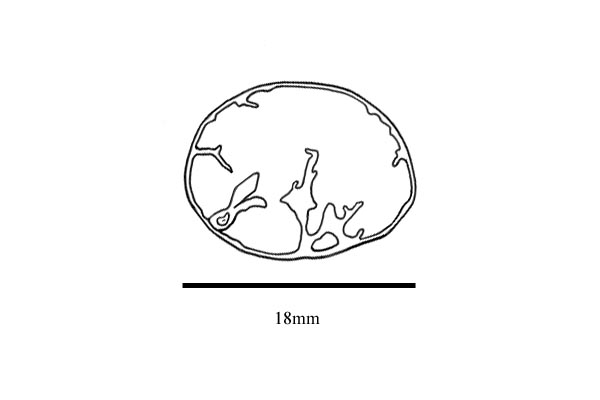
Virola carinata embryo